# Pliometanastes
Pliometanastes és un gènere de peresós terrestre gegant que pertany a la família dels megaloníquids. Era endèmic de Nord-amèrica on hi va viure des del Miocè fins al començament del Pliocè. Les seves restes fòssils s'han trobat al llarg del sud dels Estats Units, des de Califòrnia fins a Florida.
Pliometanastes i Thinobadistes foren els primers peresosos gegants a aparèixer a Nord-amèrica. Tots dos ja eren presents a Nord-amèrica abans de la formació de l'Istme de Panamà fa uns 2,5 milions d'anys. És raonable pensar que els ancestres de Pliometanastes hi arribaren des de Sud-amèrica, on s'originaren els peresosos terrestres, a través del mar Centreamericà «saltant» d'illa en illa.